# Université de médecine de Tokyo
Ne doit pas être confondu avec Université de médecine et d'odontologie de Tokyo.
L'université de médecine de Tokyo (東京医科大学, Tōkyō ika daigaku) est l'une des écoles de médecine fondées au Japon avant la Seconde Guerre mondiale. Conformément à la politique nationale en matière d'éducation médicale, cette université privée a un programme d'études de six ans en médecine qui offre des études précliniques et cliniques afin de conférer un baccalauréat ou un diplôme d'études supérieures avec lequel les étudiants en médecine sont qualifiés pour l'examen national d'autorisation médicale. L'institution dispose d'une école doctorale (大学院, daigakuin), une école de troisième cycle qui offre un doctorat.

## Historique
Fondée en 1916 sous le nom de Tokyo Isen, l'université de médecine de Tokyo est l'une des anciennes facultés de médecine de l'ère Taishō au Japon. Elle a reçu le statut d'université en 1946.

## Hôpital universitaire

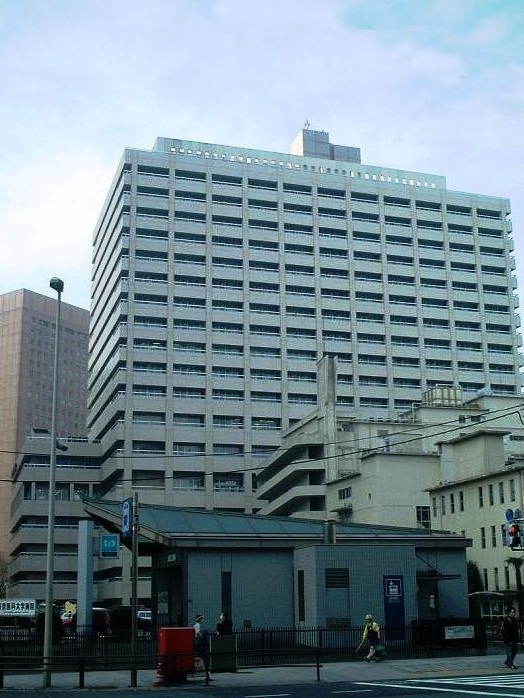
Hôpital universitaire de médecine de Tokyo

Les centres hospitaliers universitaires affiliés à l'université de médecine de Tokyo comprennent l'hôpital universitaire de médecine de Tokyo. Fondé en 1931, cet hôpital de 1 091 lits, doté d'un personnel médical de près de 1 800 personnes, se trouve situé à Nishi Shinjuku, un quartier d'affaires de Tokyo.

## Collaboration avec l'OMS
L'Organisation mondiale de la santé (OMS) et le département de médecine préventive et de santé publique de cette université collaborent dans la lutte contre les maladies non transmissibles et les problèmes de santé mentale. Le Centre collaborateur de l'OMS pour la promotion de la santé par la recherche et la formation en médecine du sport, qui a ouvert ses portes en 1991, a jusqu'à présent œuvré au renforcement des communautés dans le domaine de la santé. En 1989 fut fondé le Centre international de communication médicale de l'université de médecine de Tokyo. 

## Discrimination envers les femmes
Le 2 août 2018, le journal Yomiuri et plusieurs autres médias japonais ont rapporté l'information selon laquelle les notes du concours d'entrée auraient été manipulées pour maintenir le nombre d'étudiantes en-dessous d'un seuil de 30%,,,. La justification donnée de cette discrimination est que les femmes médecins arrêtent souvent leur carrière pour se marier ou élever leurs enfants et qu'elles sont moins disponibles pour le travail en raison de leurs plus grandes obligations familiales. La révélation de cette discrimination a provoqué de fortes réactions négatives sur les réseaux sociaux et de la part de personnalités politiques et universitaires. Le Huffington Post a rapporté qu'il était courant que les enquêteurs sondent les étudiantes à propos de leur mariage et de leurs projets d'éducation lors de leur entretien d'entrée à l'université, et que l'écart entre le taux d'admissibilité des hommes et des femmes s'accroissait encore après cet entretien, avec respectivement  8,8 % et 2,9 %. À la suite de cette nouvelle, des professionnels de la santé de haut rang, notamment Kyoko Tanebe et Ruriko Tsushima, membres du conseil d’administration de l’Association mixte des femmes médecins et le ministre de l’éducation, Yoshimasa Hayashi, ont condamné l’université.
La révélation de cette affaire s'est produite dans le sillage d'un scandale de corruption concernant plusieurs hauts dirigeants de l'université, qui auraient favorisé l'admission du fils d'un haut fonctionnaire du Ministère de l’Éducation en l'échange de faveurs financières. C'est une enquête interne pour faire la lumière sur ce premier scandale qui a conduit à la révélation du second. L'université n'a pas apporté de démenti et a annoncé avoir diligenté une enquête pour établir les faits.
Poursuivie par 28 étudiantes pour ces discriminations ayant démarré en 2006, elle a été condamnée en 2022 à verser à 27 d'entre elles des dommage et intérêt, à hauteur globale de  18,3 millions de yens (127 000 euros), un montant toutefois moindre que celui réclamé.